# Música Nostra
Música Nostra es un grupo de música popular formado en Mallorca el año 1981.
La formación ha tenido como objetivos la dignificación de la música popular y la recuperación del ball de bot, y ha combinado la tradición con un tratamiento instrumental y armónico contemporáneo. 
Música Nostra ha editado nueve discos, la forman siete músicos y ha realizado actuaciones de forma continuada. La cantante es Miquela Lladó.